# Phil Ford
Phil Jackson Ford Jr. (Rocky Mount, 9 februari 1956) is een voormalig Amerikaans basketballer. Hij won met het Amerikaans basketbalteam de gouden medaille op de Olympische Zomerspelen 1976.
Ford speelde voor het team van de North Carolina State University, voordat hij in 1978 zijn NBA-debuut maakte bij de Kansas City Kings. In totaal speelde hij 6 seizoenen in de NBA. Tijdens de Olympische Spelen speelde hij 6 wedstrijden, inclusief de finale tegen Joegoslavië. Gedurende deze wedstrijden scoorde hij 68 punten.
Na zijn carrière als speler was hij werkzaam als assistent-coach bij verschillende clubs.